# UNESCOs liste over immateriel kulturarv
UNESCOs liste over immateriel kulturarv er en liste over immateriel kulturarv, som FN arbejder på at sikre og bevare. Den kom på den politiske dagsorden med UNESCOs konvention til sikring af immateriel kulturarv af 17. oktober 2003. Konventionen blev godkendt af Danmark i 2009, og den trådte i kraft i Danmark i 2010.
Den immaterielle kultur har længe været usynlig, men har gennem UNESCO fået et specielt, globalt perspektiv og har gjort opmærksom på kulturtraditioner og kulturel viden, som er på vej til at forsvinde.
UNESCO har tre internationale lister for immateriel kulturarv, og den viste er Den repræsentative liste med eksempler på immateriel kulturarv i lande og på tværs af lande for at sikre større synlighed og øget bevidsthed om kulturarven. De to andre er Registret for best practices med særligt fokus på videreførelsen af immateriel kulturarv, og Listen over immateriel kulturarv med presserende behov for beskyttelse er en liste for særligt truet immateriel kulturarv.

## Steder på UNESCOs liste
(Årstallet angiver hvornår det kom på UNESCOs liste)

## A

### Albanien
- 2005 – Albansk polyfoni - folkemusik fra Toskiska og Laberia i Albanien.

### Algeriet
- 2005, 2008 – Ahellil i Gourara-regionen (Polyfon musik, poesi, dans og sange)
- 2012 – Riter og håndværk knyttet til bryllupstraditionen i Tlemcen.[4]
- 2013 – Den årlige pilgimsvandring til Sidi Abd el-Qader Ben Mohammeds mausoleum.[5]
- 2013 – Imzad-musik knyttet til tuaregerne. (Sammen med Mali og Niger).[6]
- 2014 – Sebiba-ritualer og -ceremonier i Djanet-oasen.[7]
- 2015 – Pilegrimsrejsen til Sbuâ og Sidi El Hadj Belkacems mausolæum.[8]

### Andorra
- 2015 – Ildfester til sommersolverv (sammen med Spanien og Frankrig)[9]

### Argentina
- 2009 – Argentinsk tango (sammen med Uruguay)[10]
- 2015 – Maleteknikken Fileteado, i Buenos Aires.[11]

### Armenien
- 2005/2008 – Musik til træoboen Duduk.[12]
- 2010 – Stenhuggerkunst, korssten (Khachkar).[13]
- 2012 – Fremførelsen af eposset David fra Sasun.[14]
- 2014 – Fremstilling af lavasj-brødet.[15]
- 2017 – Ringdansen Kochari.[16]

### Aserbajdsjan
- 2003/2008 – Den traditionelle aserbajdsjanske Mugam-musik (sang- og instrumentalmusik med megen improvisation)[17]
- 2009 – Asjikenes kunst.[18]
- 2009 – Det traditionelle persiske nytår Norouz. (Sammen med Indien, Irak, Iran, Kirgisistan, Pakistan, Syrien, Tyrkiet og Usbekistan.)[19]
- 2010 – Aserbajdsjanske tæpper.[20]
- 2012 – Tar (strengeinstrument), bygning og spil.[21]
- 2014 – Fremstilling og brug af Kelaghayi, kvindelig hovedtørklæde af silke.[22]
- 2015 – Kobbersmedekunst fra Lahij.[23]
- 2017 – Kunsten at bygge og spille på Kamandjeh. (Sammen med Irak).[24]
- 2017 – Madretten dolmer, fyldte vinblade.[25]

## B

### Bangladesh
- 2005/2008 – Sangene tilhørende Baul.[26]
- 2013 – Traditionel jamdani-vævekunst.[27]
- 2016 – Mangal Shobhajatra, farverigt festoptog i Dhaka, på nytårsdagen ifølge den reformerte bengalske kalender.[28]

### Belgien
- 2003 – Karnevalet i Binche.[29]
- 2008 – Drager og kæmper brugt i religiøse processioner i Belgien og Frankrig.[30]
- 2009 – Det hellige blods procession i Brugge.[31]
- 2010 – Jaarmarkt, i Sint-Lievens-Houtem.[32]
- 2010 – Karnevallet i Aalst.[33]
- 2010 – Krakelingen og Tonnekensbrand, kringlekastning- og senvintersbålsfesten i Geraardsbergen.[34]
- 2011 – Aldersritual i Leuven.[35]
- 2012 – De religiøse marcher i Entre-Sambre-et-Meuse.[36]
- 2012 – Marcher ved Entre-Sambre-et-Meuse.[36]
- 2012 – Rejefiskeriet med hest i Koksijde.[37]
- 2016 – Falkejagt (sammen med Tyskland, Frankrig, Italien, Kasakhstan, Qatar, Marokko, Mongoliet, Østrig, Pakistan, Portugal, Saudi Arabien, Spanien, Syd Korea, Syrien, Tjekkiet, Ungarn og De forenede arabiske emirater).[38]
- 2016 – Belgisk ølbrygning.[39]

### Belize
- 2001 – Garifuna-folkets sprog, dans og musik. (Sammen med  Guatemala, Honduras og Nicaragua)[40]

### Benin,NigeriaogTogo
- 2001 – Ritualerne i Gelede: Maskedans, kunsthåndværk til Yoruba-nago-folket

### Bhutan
- 2005 – Maskedans for trommeslagere i Drametse

### Bolivia
- 2001 – Karnevalet i Oruro
- 2003 – Kallawaya-folkets kosmiske verdensanskuelse (myter, ritualer og medisin)

### Brasilien
- 2003 – De mundtlige og grafiske udtryk (Kusiwa) i Wajapi
- 2005 – «Samba de Roda», samba-dans fra Recôncavo Baiano i Bahia

### Bulgarien
- 2005 – «Bistritsas bedstemor», gammel polyfonsk sang, dans og rituelle traditioner i Shoplouk-regionen

## C

### Centralafrikanske Republik
- 2003 – De mundtlige traditioner knyttet til Aka-Pygméer (polyfone, eksperimentelle sange)

### Colombia
- 2003 – Karnevallet i Barranquilla
- 2005 – Kulturområdet Palenque de San Basilio

### Costa Rica
- 2005 – Udsmykningstraditionen af oksekærrerne

### Cuba
- 2003 – Den traditionelle dans og musikken til La Tumba Francesa i den tidligere provins Oriente

## D

### Dominikanske Republik
- 2001 – Kulturområdet til «Den hellige ånds broderskab til congoene i Villa Mella»
- 2005 – Cocoloenes dansedramatraditioner

## E

### EcuadorogPeru
- 2001 – Den mundtlige tradition knyttet til Zápara-folket i Amazonas' regnskov

### Egypten
- 2003 – Eposset Taghribat Bani Hilal (musikalsk skildring af Hilal-stammens udvandring fra Den arabiske halvø til Nordafrika)

### Elfenbenskysten
- 2001 – Signalhornmusikken fra Tagwana-området

### Estland
- 2003 – Kulturområdet på Kihnu (rituelle og ceremonielle traditioner, tøj, musik spil og håndværk)
- 2009 – Setukesernes polyfone Leelo-sangertradition

### Estland,LetlandogLitauen
- 2003 – Opførelserne ved sangerfestivalerne i Baltikum

## F

### Filippinerne
- 2001 – Hudhud-sangene tilhørende Ifuago
- 2005 – Maranao-folkets helte-epos «Darangeh»

### FrankrigogBelgien
- 2005 – Kæmper og drage-processionerne :
  - Ducasse d’Ath
  - Ducasse de Mons

### Frankrig
- 2009
  - Maloya (dans)[41]
- 2010
  - Det franske køkken

## G

### GambiaogSenegal
- 2005 – Manndomsritualet «Kankurang»

### Georgien
- 2001 – Den georgiske polyfonske (Chakrulo-sang)
- 2013 - Den georgiske fremstilling af vin ved hjælp af kvevri-lerkar

### Guatemala
- 2001 – Garifuna-folkets sprog, dans og musik. (Sammen med Belize, Honduras og Nicaragua)[40]
- 2005 – Rabinal Achí-balletten (maskedans, teater og musik)

### Guinea
- 2001 – Kulturområdet Sosso-Bala i Nyagassola (rituelt sted, hvor det hellige instrumentet «Sosso-Bala» oppbevares)

## H
Honduras
- 2001 – Garifuna-folkets sprog, dans og musik. (Sammen med  Guatemala, Belize og Nicaragua)[40]

## I

### Indien
- 2001 – Kutiyattam: Sanskrit-teater i Kerala
- 2003 – Traditionerne knyttet til de vediske (oldindiske) rituelle sange
- 2005 – Ramlila: den traditionelle fortælleform i Ramayana
- 2009 – Norouz.[19]

### Indonesien
- 2003 – Dukketeateret Wayang (musikalsk figurteater)
- 2005 – Kris-dolk (asymmetrisk våben med åndelig betydning)
- 2009 – Batik
- 2010 – Angklung – idiofon lavet af bambus, udbredt i Sydøstasien

### Iran
- 2009 – Norouz, nyttårs- og forårsfest
- 2009 – Radif, klassisk musikrepertoire

### Irak
- 2003 – Maqam-musikken (klassisk sang og instrumentalkunst, opstået efter arabisk, centralasiatisk og ottomansk indflydelse)
- 2009 – Norouz.[19]

### Italien
- 2001 – Det sicilianske dukketeater «Opera dei Pupi»
- 2005 – Tenorsangen i den sardinske gedebønder

## J

### Jamaica
- 2003 – Kulturarven knyttet til Maroons (efterkommere efter etniske grupper fra Afrika) i Moore Town

### Japan
- 2001 – Nōgakuteatret, med formerne Nō og Kyōgen
- 2003 – Figurteateret Ningyō Jōruri Bunraku
- 2005 – Det japanske Kabukiteater
- 2009 – Akiu no Taue Odori - dans for frugtbarhed[42]
- 2009 – Chakkirako- dans til nytårsfejringen[43]
- 2009 – Daimokutate - lokal, traditionel dans[44]
- 2009 – Dainichido Bugaku - kejserlig, rituel dans[45]
- 2009 – Gagaku - sang og danselignende bevægelser[46]
- 2009 – Hayachine Kagura - dans med masker, akkompagneret af trommer, cymbaler og fløjte[47]
- 2009 – Hitachi Furyumono - parade i april under kirsebærblomstringen[48]
- 2009 – Koshikijima no Toshidon - de underjordiskes besøg nytårsnatten[49]
- 2009 – Ojiya-chijimi, Echigo-jofu (Fremstilling af Ramie-stoffer i Uonumaregionen, Niigata)[50]
- 2009 – Oku-noto no Aenokoto - ceremoni, landbruget[51]
- 2009 – Sekishu-Banshi (Papirproduktion i regionen Iwami i Shimane)[52]
- 2009 – Ainu - traditionel dans, Hokkaido[53]
- 2009 – Yamahoko (festvognsceremoni i Kyoto Gion Matsuri)[54]

### Jemen
- 2003 – Sange fra Sanaa (med tilhørende ceremonier og ritualer)

### Jordan
- 2005 –Beduinenes kulturområde til i regionerne Petra og Wadi Rum

## K

### Cambodja
- 2003 – Cambodjas kongelige ballet (Khmerfolkets klassiske dans)
- 2005 – Sbek Thom, Khmerfolkets figurteater

### Kirgisistan
- 2003 – Kunstformer knyttet til Akyn, sange og fortælletradition af episke digte (fulgt med selvkomponeret og improviseret musik)
- 2009 – Norouz.[19]

### Kina
- 2001 – Kunquoperaen
- 2003 – Musikken med Guqin (Solofremføring med citar)
- 2005 – Den uiguriske musikform Muqam i den kinesiske region Xinjiang

### KinaogMongoliet
- 2005 – Urtiin Duu, et traditionelt mongolsk musikinstrument, der ligner en langeleik

## L

### LetlandogLitauen
- 2001 – Korsudskæringer og deres symbolik

### Letland
- 2009 – Suitikulturen

### Luxemburg
- 2010 – Danseprocession i Echternach

## M

### Madagaskar
- 2003 – Den handlingsbårne kundskab knyttet til træhåndværket Zafimaniry

### Malawi
- 2005 – Den hellige dans Vimbuza

### Malawi,MozambiqueogZambia
- 2005 – Chewafolkets danseritual «Gule Wamkulu»

### Malaysia
- 2005 – Mak Yong-teatret

### Mali
- 2005 – Kulturområderne Yaaral og Degal

### Marokko
- 2001 – Kulturområdet i tilknytning til markedspladsen Djemaa el Fna i Marrakech
- 2005 – Festivalen «Moussem» i Tan-Tan

### Mexico
- 2003 – Den indianske festival Día de los Muertos

### Mongoliet
- 2003 – Den traditionelle og åndelige musik udført på den mongolske hestehårsviolin Morin Khuur

### Mozambique
- 2005 – Orkestermusikken Chopi Timbila

## N

### Nicaragua
- 2001 – Garifuna-folkets sprog, dans og musik. (Sammen med Guatemala, Honduras og Belize)[40]
- 2005 – Det satiriske drama «El Güegüense»

### Nigeria
- 2005 – Traditionerne omkring Ifa-sandsigerskrene i Yoruba-folket

### Norge
- 2016 – Bevaringen og traditionerne omkring Oselver[55]

## P

### Pakistan
- 2009 – Norouz.[19]

### Palæstina
- 2005 – Den palæstinensiske fortællerform «Hikaye»

### Peru
- 2005 – Taquile-området og dets tekstilkunst

## R

### Rumænien
- 2005 – Calus-traditionen indenfor spil, parodier, sang og dans

### Rusland
- 2001 – Kulturområdet og den mundtlige kultur knyttet til Semeiskije (trosfællesskab i det sydøstlige Sibirien)
- 2005 – Det tyrkiske folk jakutenes helteepos Olonkho

## S

### Slovakiet
- 2005 – Fujara-fløjten, både selve instrumentet og dets musik

### Spanien
- 2001 – Det religiøse skuespil Misteri d' Elx i Elche
- 2005 – Patum-festen i byen Berga ved Barcelona
- 2009 – Fløjtesproget Silbo på La Gomera
- 2009 – Vanddomstolene ved den spanske middelhavskyst i Valencia og Murcia
- 2010 – Menneskepyramider i Catalonien
- 2010 – Flamenco i Andalusien
- 2010 – Sibyllens sang i Mallorca
- 2010 – Falkejagt
- 2010 – Middelhavskøkkenet

### Sydkorea
- 2001 – Ritualerne knyttet til de kongelige i Kongedømmet Joseon
- 2003 – Den episke, reciterende sangen Pansori
- 2005 – Danofestivalen i Gangneung

## T

### TadsjikistanogUsbekistan
- 2003 – Shashmaqom-musik (jødisk improvisationsmusik)
- 2009 – Norouz.[19]

### Tjekkiet
- 2005 – Slovácko Verbunk, hurtig dans for mænd

### Tonga
- 2003 – Dansene og talesangene Lakalaka (ceremonielle danse, akkompagneret af polyfone sange)

### Turkmenistan
- 2009 – Norouz.[19]

### Tyrkiet
- 2003 – Fortælletraditionen Meddah (Muntre historier i teatralsk form med sangindslag)
- 2005 – Dhikr (form for bøn og gudsdyrkelse) i tilknytning til Mawlawiya, knyttet til Mawlānā Jalāl-ad-Dīn Muhammad Rūmīs tænkning
- 2009 – Norouz.[19]
- 2010 – Sohbetmøder, Traditionelle møder mellem mænd, hvor der bliver sunget, spillet og danset[56]
- 2010 – Aleviternes ceremoni Semah [57]
- 2010 – Oliebryding[58]

### Tyskland
- 2016 - Kooperativ[59]
- 2016 - Falkejagt[38] (sammen med Belgien, Frankrig, Italien, Kasakhstan, Qatar, Marokko, Mongoliet, Østrig, Pakistan, Portugal, Saudi-Arabien, Spanien, Sydkorea, Syrien, Tjekkiet, Ungarn og De forenede arabiske emirater.)
- 2017 - Orgelbygning og orgelmusik[60]

## U

### Uganda
- 2005 – Det traditionelle håndværk i tøjproduktionen

### Usbekistan
- 2001 – Kulturudtrykkene i Boysun
- 2009 – Norouz.[19]

## V

### Vanuatu
- 2003 – Sandtegningerne i Vanuatu, med kunstneriske og kommunikative funktioner.

### Vietnam
- 2003 – Den vietnamesiske ceremonielle Nha Nhac-musik
- 2005 – Kulturudtrykkene i det vietnamesiske højland knyttet til Gong-kulturen

## Z

### Zambia
- 2005 – Makishi-maskeraden (til fejring af afslutningen af Mukanda-optagelsesritualet)

### Zimbabwe
- 2005 – Dansen Mbende-Jerusarema til Shona-folket (polyrytmisk musik med akrobatisk dans)